# Palazzo Verità Montanari
Palazzo Verità Montanari è un edificio civile situato nel quartiere Cittadella a Verona, sede dell'Accademia di belle arti di Verona.

## Storia
L'area in cui sarebbe sorto il palazzo, in cima alla salita che dall'attuale piazza Cittadella conduce alla chiesa della Santissima Trinità, agli inizi del Cinquecento era ancora periferica e a destinazione prevalentemente militare. Con il rifacimento delle mura cittadine e l'edificazione di porta Nuova, su progetto del noto architetto rinascimentale Michele Sanmicheli, la zona fu interessata da un processo di smilitarizzazione che ebbe come culmine l'abbattimento, tra il 1530 e il 1531, del muro che divideva la Cittadella militare dal resto della città e la vendita delle aree demaniali ai privati.
Giacomo Verità, figlio di Girolamo Verità (personaggio di spicco nella vita politica e culturale del tempo e amico di Ludovico Ariosto), commissionò la realizzazione di una residenza prestigiosa, terminata nel 1583, in questo spazio periferico, contribuendo così alla sua riqualificazione. Il progettista del palazzo non è conosciuto con certezza, anche se la critica ritiene che possa essere stato Domenico Curtoni oppure Bernardino Brugnoli. Inizialmente il complesso era composto dal corpo centrale che si erge in fondo al cortile e da alcuni edifici minori, tra cui una cappella, le scuderie e la casa del giardiniere.

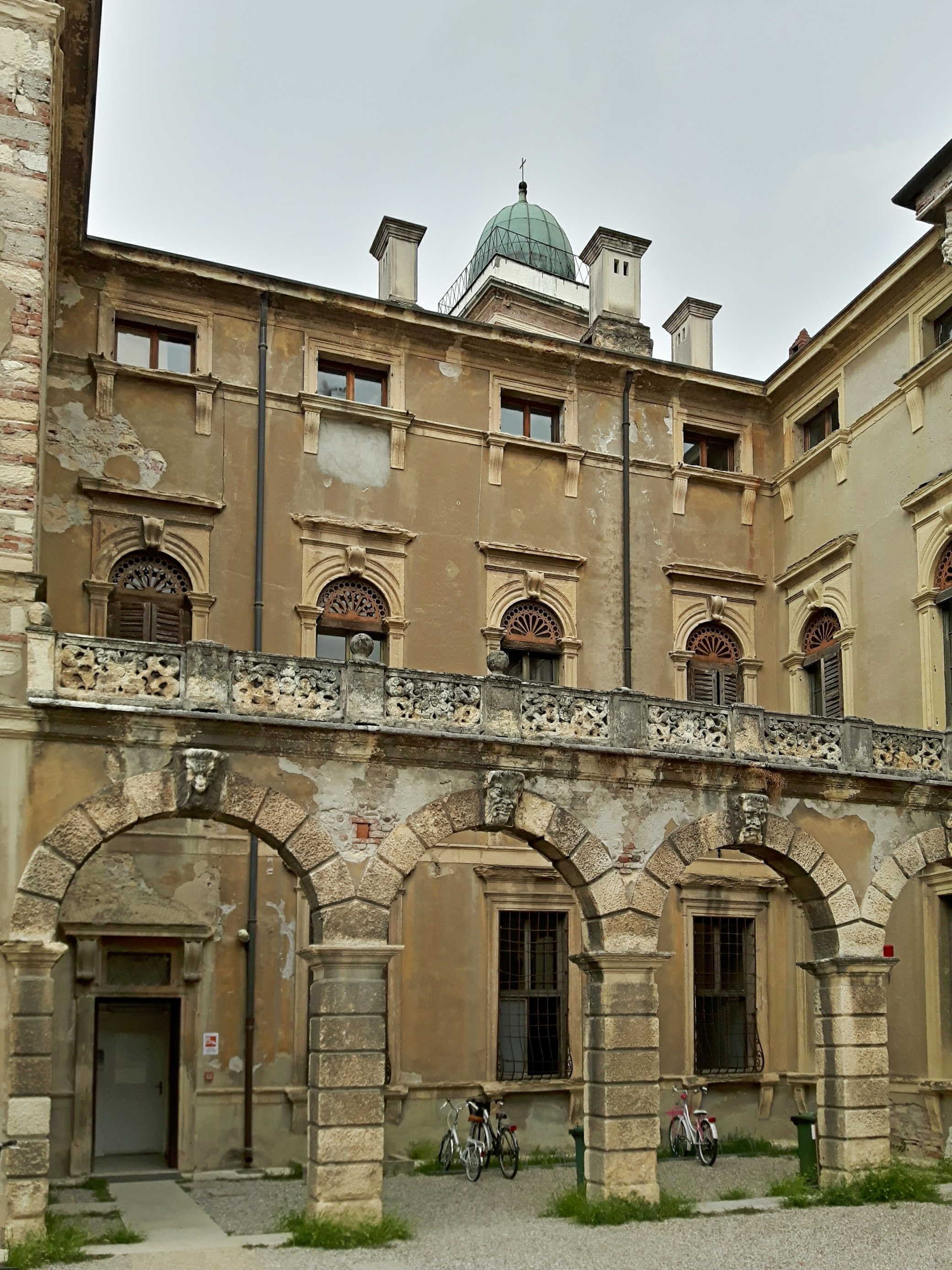
L'ala sinistra del palazzo, aggiunta nel 1762

Non si hanno notizie di ulteriori interventi significativi fino al 1762, quando la famiglia Verità si era ormai imparentata con quella Montanari: in quell'anno venne infatti chiesta l'autorizzazione a procedere con diversi ampliamenti, di cui il principale fu l'edificazione dell'ala sinistra, costruita riprendendo i caratteri, semplificati, del corpo cinquecentesco.
I Verità continuarono a vivere nel palazzo fino al 1820, quando lo lasciarono in eredità ai Montanari. Nel 1853 il complesso fu sequestrato dal generale Radetzky e alla morte di Carlo Montanari, condannato e ucciso per la sua attività anti-austriaca nel marzo dello stesso anno, sorsero varie contestazioni per la proprietà del palazzo che alla fine passò al conte Gian Battista Montanari, fratello di Carlo, e poi da questi al figlio Giacomo. Giacomo Montanari nel 1893 affittò gli spazi all'Amministrazione cittadina e alla sua morte, il 26 settembre 1897, donò l'intero palazzo e le pertinenze al Comune di Verona, che lo destinò a convitto della scuola normale femminile.
Alla fine dell'Ottocento fu ampliato il complesso con l'ala di destra, priva di caratteristiche di pregio, mentre nei primi anni del Novecento venne ulteriormente ampliata l'ala sinistra con un nuovo corpo di fabbrica avente le medesime caratteristiche stilistiche del fabbricato settecentesco. Nel 1949 l'edificio fu infine destinato a sede dell'Accademia di belle arti di Verona, rimanendo comunque di proprietà del Comune.

## Descrizione

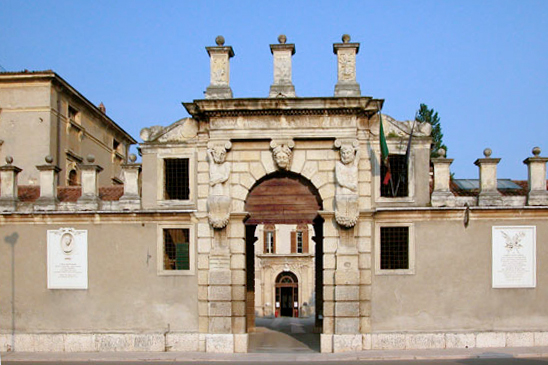
Il portale d'ingresso al cortile, posto su via Carlo Montanari

L'impianto del palazzo richiama la tipologia della villa suburbana, con la facciata arretrata rispetto al fronte stradale alla quale si accede attraverso il cortile racchiuso da un muro di cinta. Questo, ora parzialmente inglobato dai corpi di fabbrica laterali, è coronato da pilastrini rettangolari ornati da una sfera, motivo che prosegue anche sul portale d'accesso al cortile.
Il portale bugnato è caratterizzato da due telamoni posti su mensoloni rovesciati, che sono ornati da foglie incise e da festoni di fiori e frutta. Sia i due telamoni-satiri che la testa femminile utilizzata come chiave dell'arco, sono coronati da capitelli ionici che sorreggono la trabeazione conclusiva. Il portale è raccordato con il muro di cinta mediante due volute, sotto le quali si aprono due ordini di finestre.
Nel cortile principale si eleva per tre livelli l'edificio principale, connotato dal monumentale portale avente nella chiave d'arco il busto di Hieronimus Veritas, personaggio centrale della famiglia, e ai lati dell'archivolto dei putti scolpiti. A causa dei alcuni vincoli del lotto il portale non risulta perfettamente simmetrico rispetto all'edificio, ma è leggermente spostato a sinistra. Le finestre del piano nobile sono ad arco, ornato con un motivo e mascheroni centrali, e poggiano su mensoloni rovesciati che a loro volta si appoggiano sulla fascia marcapiano in pietra che corre sopra il piano terra.
Il cortile mostra un'immagine piuttosto omogenea nonostante sia il risultato di numerosi interventi e ampliamenti avvenuti nel corso dei secoli, anche grazie la presenza di cortiletti più riservati che sono raccordati al principale tramite quattro arcate, che a loro volta collegano i volumi aggiunti successivamente al corpo centrale originario.